# El Cerrito, San Agustín de las Juntas
El Cerrito är en ort i Mexiko.   Den ligger i kommunen San Agustín de las Juntas och delstaten Oaxaca, i den sydöstra delen av landet, 400 km sydost om huvudstaden Mexico City. El Cerrito ligger 1 599 meter över havet och antalet invånare är 389.
Terrängen runt El Cerrito är kuperad österut, men västerut är den platt. Terrängen runt El Cerrito sluttar västerut. Runt El Cerrito är det ganska tätbefolkat, med 90 invånare per kvadratkilometer. Närmaste större samhälle är Oaxaca de Juárez, 6,8 km norr om El Cerrito. I omgivningarna runt El Cerrito växer huvudsakligen savannskog.